# Arsenio Erico
Arsenio Pastor Erico (* 30. März 1915 in Asunción; † 23. Juli 1977 in Buenos Aires) war ein paraguayischer Fußballspieler, der weite Teile seiner aktiven Karriere in Argentinien verbrachte und dort zusammen mit Ángel Labruna der Spieler mit den meisten Toren in der Primera División ist.

## Karriere

### Anfänge in Paraguay
Arsenio Erico wurde am 30. März 1915 in Asunción, der Hauptstadt von Paraguay, geboren. Dort begann er seine fußballerische Laufbahn im Jahre 1930 mit fünfzehn Jahren beim Club Nacional. Ihm gelangen für den Club Nacional zwischen 1930 und 1933 in vierzehn Ligaspielen siebzehn Tore. Da 1932 der Chacokrieg zwischen Paraguay und Bolivien ausbrach, in dem sich um einen nördlichen Teil des Gran Chaco gestritten wurde, wurden ab 1932 keine nationalen Meisterschaften in dem kleinen Land ausgetragen, wodurch mehr Ligaspiele für Arsenio Erico nicht möglich waren. 

### Reise durch Argentinien
1933 war Arsenio Erico Teil der paraguayischen Spieler, die aufgrund des Chacokrieges auf eine Tournee durch Argentinien gingen. Dort spielte das Team zahlreiche Spiele gegen argentinische Mannschaften. Erico machte im Zuge der vom Roten Kreuz organisierten Reise 26 inoffizielle Länderspiele für Paraguay, er erzielte in diesen 26 Spielen sagenhafte 56 Tore. Zu einem offiziellen Länderwettkampf für sein Heimatland kam es jedoch nicht, da er während seiner besten fußballerischen Jahre nicht mehr in Paraguay Fußball spielte und es zur damaligen Zeit unüblich war, Legionäre in der Nationalmannschaft spielen zu lassen. 1938 erhielt er ein Angebot der argentinischen Fußballnationalmannschaft, in dem man ihm Länderspiele für Argentinien ermöglichen wollte. Erico lehnte aber mit Verweis auf seine paraguayische Herkunft ab. Durch seine guten Leistungen in den Freundschaftsspielen in Argentinien wurde aber der argentinische Topverein CA Independiente aus Avellaneda, einem industriellen Vorort der Hauptstadt Buenos Aires, auf den erst achtzehn Jahre alten Angreifer aufmerksam. 1934 wurde Arsenio Erico dann von Independiente verpflichtet und spielte fortan bis ins Jahr 1946 für den Verein.

### Erfolgreiche Zeit bei Independiente

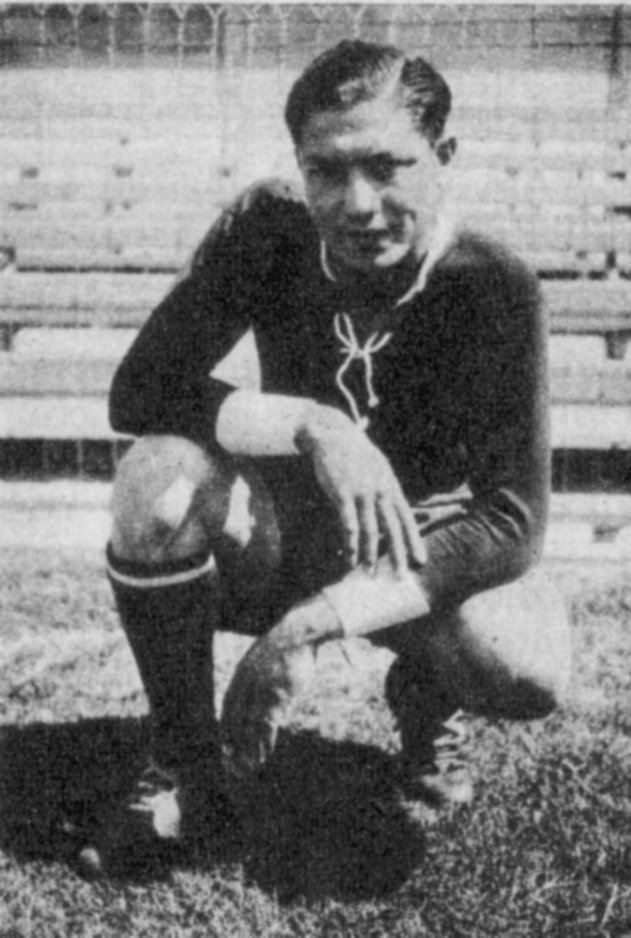
Arsenio Erico im Sportmagazin El Gráfico im Trikot von CA Independiente

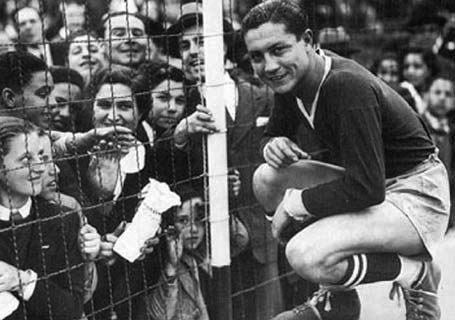
Erico chating mit einer Gruppe von Frauen, 1939.

Gleich in seiner ersten Saison bei dem neuen Verein schoss Arsenio Erico in 21 Ligaspielen zwölf Tore. Seine Mannschaft belegte am Ende der Saison den zweiten Tabellenrang mit einem Punkt Rückstand auf die Boca Juniors. Im Jahr darauf reichte es für Independiente erneut nur zu einem zweiten Tabellenrang, man stand wiederum hinter den Boca Juniors in der Tabelle. Arsenio Erico indes erzielte in der Saison 1935 in achtzehn Ligaspielen 22 Tore. Ein Tor weniger schaffte er in der folgenden Spielzeit, wobei er für seine 21 Treffer 26 Spiele benötigte, Independiente wurde nur Vierter. Die Saison 1937 war seine erfolgreichste Spielzeit bei Independiente. Zwar wurde er mit dem Verein in der Endabrechnung wieder nur Zweiter, doch erzielte er 47 Ligatore in 34 Spielen, womit er natürlich Torschützenkönig der Primera División wurde. Einen ähnlich guten Wert erreichte er 1938 in der Meisterschaftssaison von Independiente. Ericos 43 Tore in 30 Spielen trugen wesentlich zum Gewinn der argentinischen Fußballmeisterschaft mit zwei Punkten Vorsprung vor Vorjahresmeister CA River Plate bei. In der darauffolgenden Saison konnte man den Titel verteidigen und Arsenio Erico erzielte 40 Tore in 32 Ligaspielen. Mit seinen 40 Toren wurde er 1939 zum dritten Mal in Serie Torschützenkönig der Primera División, eine Leistung, die nur durch José Sanfilippos vier Jahre in Folge als Torschützenkönig in der obersten Spielklasse Argentiniens getopt wurde. Nach 1939 nahmen seine Trefferquoten rapide ab, er musste anderen Stürmern wie dem früheren Spanier Isidro Lángara, der im Zuge des Spanischen Bürgerkrieges seine Heimat verlassen hatte, Rinaldo Martino oder dem legendären Ángel Labruna von River Plate den Vorzug in der Torschützenliste lassen. Verbunden mit den schwächeren Leistungen von Arsenio Erico verschwand auch sein Verein für viele Jahre aus dem Meisterschaftsrennen, erst 1948 wurde Independiente wieder argentinischer Meister.

### Karriereausklang bei Huracán und Nacional
Die Saison 1946 war die Letzte für Arsenio Erico im Trikot von CA Independiente. Nachdem ihm nur vier Tore in neunzehn Ligaspielen glückten, wechselte er zu CA Huracán nach Buenos Aires. Bei dem in der Tabelle im unteren Mittelfeld rangierenden Verein wurde er nur sieben Mal eingesetzt, ihm gelang kein Tor. Im gleichen Jahr ging er wieder nach Paraguay und spielte noch zwei Jahre für seinen Heimatverein Club Nacional, wo er nochmals zu alter Stärke zurückfand und in 26 Spielen in der Primera División Paraguays 21 Tore erzielte. 1949 beendete Arsenio Erico seine fußballerische Laufbahn im Alter von 34 Jahren.

## Wissenswertes
Arsenio Erico ist heute zusammen mit Ángel Labruna Toptorjäger in der argentinischen Primera División. Beide erzielten in ihrer Zeit in Argentiniens höchster Liga 293 Tore. Allerdings ist zu bemerken, dass Labruna fast 200 Spiele mehr absolvierte als Erico, um diese Anzahl an Toren zu schießen. Deshalb kann Arsenio Erico als torgefährlichster Spieler aller Zeiten in der Primera División bezeichnet werden. Prozentual betrachtet erzielte er in 88 % seiner Ligaspiele einen Treffer.
Diverse Spieler, etwa Brasiliens berühmter „schwarzer Diamant“, Leônidas da Silva, und auch Delfín Benítez Cáceres, ein paraguayischer Stürmer, der zusammen mit Arsenio Erico durch Argentinien reiste und auch lange Zeit für die Boca Juniors, den Racing Club sowie Ferro Carril Oeste spielte, lobten Erico als einen der besten Fußballspieler aller Zeiten. Laut dem Argentinier Francisco Varallo, bis zu seinem Tod im Alter von 100 Jahren Letzter noch lebender Teilnehmer des WM-Endspiels von 1930, nannte ihn ein „Phänomen“.
Alfredo Di Stéfano nannte Erico als eines seiner Vorbilder.
Arsenio Erico starb am 23. Juli 1977 in Buenos Aires im Alter von 62 Jahren. Nach seinem Tod gab sein Heimatverein Club Nacional seinem Stadion den Namen Estadio Arsenio Erico. Außerdem tragen Teile des Estadio Defensores del Chaco, des größten Fußballstadions Paraguays, den Namen eines der besten paraguayischen Fußballspieler. Gleiches gilt für das heutige Estadio Libertadores de América, das erste nach europäischem Vorbild als Arena gebaute Stadion in Argentinien und Heimstätte von Independiente.